# Shahgarh
Shahgarh là một thị xã và là một nagar panchayat của quận Sagar thuộc bang Madhya Pradesh, Ấn Độ.

## Địa lý
Shahgarh có vị trí 24°19′B 79°08′Đ / 24,32°B 79,13°Đ Nó có độ cao trung bình là 411 mét (1348 feet).

## Nhân khẩu
Theo điều tra dân số năm 2001 của Ấn Độ, Shahgarh có dân số 14.585 người. Phái nam chiếm 52% tổng số dân và phái nữ chiếm 48%. Shahgarh có tỷ lệ 62% biết đọc biết viết, cao hơn tỷ lệ trung bình toàn quốc là 59,5%: tỷ lệ cho phái nam là 69%, và tỷ lệ cho phái nữ là 53%. Tại Shahgarh, 18% dân số nhỏ hơn 6 tuổi.